# Бондарь, Александр Викторович
Алекса́ндр Ви́кторович Бо́ндарь (род. 21 сентября 1972, Краснодар) — российский писатель, сценарист и журналист, собственный корреспондент.

## Биография
Родился 21 сентября 1972 года в Краснодаре.
Окончил факультет журналистики Кубанского государственного университета и Кубанский филиал Московского Экстерного Гуманитарного Университета (педагогический факультет, отделение русского языка и литературы).
В 1991—1995 годах работал газетным репортёром в Краснодаре и Сочи, собкором различных краснодарских и сочинских газет в Туапсе, а также редактором корпункта краевой газеты в Туапсе.
С 1995 по 2007 год жил в Канаде. Первая публикация прозы: рассказ «Осень» в торонтской газете «Вестник» (1996). В 2002—2003 годах занимался русской литературой в Университете Торонто.
В 2007 году Александр Бондарь вернулся в Россию. В настоящее время живёт в Подмосковье.
Произведения Бондаря опубликованы во многих российских и зарубежных изданиях (включая «Лебедь» (Бостон), «Новое русское слово» (Нью-Йорк), «Русский переплёт» (Москва), «День литературы» (Москва)). В 2003 году стал членом Союза Писателей Северной Америки. Член Союза писателей России с 2009 года.
Книги выходили в издательствах «Леан» (Москва), «Антао» (Москва), «Кленовые Листья» (Монреаль), «Звонница — Молодая Гвардия» (Москва).
Так, в 2004 году в издательстве «Кленовые листья» (Монреаль), вышла книга «’Ночной кабак’. Повести и рассказы», вызвавшая шквал обвинений в «очернении» и клевете на канадскую действительность, сегодня книга признаётся одним из наиболее значимых событий литературной жизни Русского Зарубежья 2000-х.
В 2007 году в издательстве Nasha Canada Publishing (Торонто) увидел свет трёхтомник Александра Бондаря «Криминальная Проза».
Книга «Чёрные мстители», изданная в 2008 году, является серией литературных ремейков классических произведений советской литературы. Книга была крайне неоднозначно встречена литературной критикой.
Тем не менее, повесть «Барабанщица» (современный ремейк повести А. Гайдара «Судьба барабанщика») была включена в программу по литературе в ряде российских школ.
В 2010 году поступил на сценарный факультет ВГИКа, окончил его в 2015 г. Работает в кино в качестве сценариста.
Член Союза Кинематографистов (с 2016 г.) Референт председателя Совета по правам человека Московской областной организации Союза Писателей России (с 2010 г.). Член партии «Единая Россия» (с 2010 г.).
Почётный писатель Московской области (с 2017 г.) Действительный член Академии Русской Словесности (с 2017 г.) Награждён Бунинской медалью — «За литературное мастерство продолжателю традиций русской классической литературы» (2014 г.), Дипломом имени Владимира Фирсова — «За верное служение отечественной литературе и культуре» (2018 г.), Большой золотой Рубцовской медалью — «За выдающийся вклад в области литературы и кинодраматургии» (2018 г.), Большой Золотой медалью имени В. Г. Белинского — «За заслуги перед русской литературой» (2018 г.)

## Произведения

### Романы
- Альфонс (1999)
- Год чёрной обезьяны (2003)
- У кошки девять жизней (2005)
- Время чёрной Луны (2003)
- Три дня в Туапсе (2009) (в соавторстве с Викторией Рожковой)

### Повести
- Барабанщица (2003)
- Вечерний блюз (1999)
- Downtown (1997)
- Город, который снится (2003)
- Игрушка (2002)
- Иван Царевич и Василиса Прекрасная (1994)
- Ночной кабак (2003)
- Железный крест (2004)
- Чёрные мстители (2004)
- На развалинах старой крепости (2004)
- Кровь и ненависть (2007)
- Огни ночного шоссе (2001)
- Пассажир из Тель-Авива (2000)
- Мёртвый штиль (1999)
- Сны мёртвого города (1997)
- Тайна Красной Пещеры (2007)
- Таня (2004)
- Последний трамвай (1999)
- Зверь (2004)

### Рассказы
- Алёнка (2007)
- Сказка про Анну-Франческу (2004)
- Беженец (2002)
- Бомба в лифте (2001)
- Букет красных роз (1999)
- Дом на углу улицы (2004)
- Двое в купе (1994)
- Форум (1999)
- Хохлы на Торонтщине (2002)
- Иван Крюков (2004)
- Кулинар (2002)
- «Спокойной ночи, малыши!» в Торонто (2002)
- Маша (2004)
- Маша и большевики (2004)
- Ещё одно мгновение весны (1989)
- Наташа (2004)
- Олеся (2004)
- Осень (1991)
- Пакет (2007)
- Лёнька Пантелеев (2004)
- Патроны (2007)
- Письмо счастья (2002)
- Интервью c поэтом (2003)
- Правозащитник (2002)
- Разговор с проповедником (2002)
- Русский рок в Торонто (2002)
- Рукопись, найденная под кроватью (1989)
- Сексопатолог (2002)
- Танечка — внучка полицая (2004)
- Журналистика в Торонто (2003)
- Ветер в чеченских горах (2007)
- Возвращение (2003)
- День Поминовения (2007)
- Jane и Finch (2007)
- Тайская кухня (2007)
- На похоронах (2007)
- Загородный пикник (2007)
- Приговор (2007)
- Школа патриотов (2007)
- Canada Day (2009)
- Два товарища (2008)
- Конкуренция (2008)
- Письмо (2009)
- Письмо (2009)
- Портрет ночи (2008)
- Русский ресторан (2009)

### Пьесы
- Свадьба (2001)

### Фильмография
- Хористка (2012)
- Приданое (2013)
- Бабочка (2016)
- Сон обезьяны (2016)
- Кирпич (2017)